# Malchus von Philadelphia
Malchus von Philadelphia (auch Malchos genannt) war ein spätantiker Historiker, der im späten 5. Jahrhundert lebte.

## Leben
Über das Leben des Malchus ist nur wenig bekannt. Der Name ist semitischen Ursprungs. Er stammte vermutlich aus Syrien – am wahrscheinlichsten aus Philadelphia in der römischen Provinz Arabia, dem heutigen Amman in Jordanien – und lebte offenbar längere Zeit in Konstantinopel, denn er schrieb aus hauptstädtischer Perspektive. Aus den Fragmenten seines Geschichtswerks geht nicht eindeutig hervor, ob er Heide oder Christ war. Offenbar war er in Konstantinopel als Rhetoriklehrer und Sophist tätig und stand senatorischen Kreisen nahe.

## Werk
Malchus verfasste ein Geschichtswerk in altgriechischer Sprache, dessen genaue Länge und behandelter Zeitraum nicht vollständig bekannt sind. Bereits den byzantinischen Autoren, denen wir die Zitate und Exzerpte des ansonsten verlorenen Werks verdanken, lag nur noch jener Teil vor, der die Jahre 473 bis 480 behandelte und sieben Bücher umfasste, wie aus dem Auszug des Photios hervorgeht. Photios selbst war bereits klar, dass Malchus auch Bücher über frühere Ereignisse verfasst hatte und anscheinend auch plante, sein Werk fortzusetzen. Womöglich handelt es sich bei den Byzantiaka des Malchus (so wohl der authentische Titel) um die Fortsetzung eines umfassenderen Werkes, das mit Konstantin begann; dies wurde gelegentlich aufgrund eines Eintrags in der Suda vermutet, einem mittelbyzantinischen Lexikon. Wahrscheinlicher ist jedoch, dass Malchus nur ein Werk verfasste und damit vielleicht das Geschichtswerk des Priskos fortsetzte, zumal detailliertere Darstellungen eines kürzeren Zeitraums im 5. Jahrhundert, den die Autoren selbst miterlebt hatten, nicht ungewöhnlich waren: Olympiodoros von Theben, Priskos und auch Candidus verfuhren ebenso. Warren Treadgold geht von einem Werk in drei Teilen aus: Eine Epitome früherer Geschichtswerke, die mit Konstantin begann und bis 473/74 reichte, sowie zwei zeitgeschichtliche Teile, von denen der zweite Teil Photios vorlag; der dritte Teil habe dann bis zum Tod Kaiser Zenons im Jahr 491 gereicht.
Von Malchus’ Werk sind uns jedenfalls nur Fragmente und Zusammenfassungen bei späteren Autoren erhalten geblieben, die aber teils wichtige Informationen enthalten: So etwa über die diplomatischen Kontakte zwischen Ostrom und Odoaker sowie über die Anfänge Theoderichs. Malchus schilderte die außen- wie innenpolitischen Ereignisse wohl insgesamt recht detailliert. Gegenüber Kaiser Zenon und den Isauriern war er feindlich eingestellt, wobei er Zenon im Unterschied zu dessen Vorgänger Leo aber zumindest gute Absichten zusprach – vielleicht, weil Zenons Witwe Ariadne zur Abfassungszeit des Werkes noch lebte und als Gattin des aktuellen Kaisers Anastasius über Einfluss verfügte. 
Über Malchus’ Quellen ist uns nichts bekannt. Er war jedoch anscheinend gut informiert und scheint über gute Kenntnisse sowohl des (zur Zeit der Abfassung seines Werks) untergegangenen Westreichs als auch über das Ostreich verfügt zu haben; ob aus eigenen Erfahrungen oder aufgrund von mündlichen bzw. schriftlichen Quellen, ist unbekannt. Sprachlich orientierte er sich an den klassischen Autoren; noch von dem byzantinischen Patriarchen und Gelehrten Photios wird seine klare und elegante Sprache gelobt. Auch in der modernen Forschung, die das Werk lange Zeit nur am Rande beachtet hat, genießt er einen durchaus guten Ruf.

## Malchus und das Jahr 476
Von herausragender Bedeutung für die Frage nach dem Untergang des Weströmischen Reiches ist Malchus' Bericht über die Ereignisse von 476, als man nach der Absetzung des weströmischen Kaisers Romulus Augustulus eine Gesandtschaft zum oströmischen Kaiser Zeno schickte, die erklärte, der Westen bedürfe nun keines eigenen Kaisers mehr und unterstelle sich Konstantinopel. Die fragliche Passage bei Malchus ist die entscheidende Quelle zu diesen Vorgängen, sie ist aber nur in einer späteren, knappen Zusammenfassung erhalten, die bei genauerer Betrachtung erhebliche Inkonsistenzen und Widersprüche aufweist; zum Beispiel passen Zenos Antworten teilweise nicht zu den angeblich gestellten Fragen:

„Als (Romulus) Augustus, der Sohn des Orestes, gehört hatte, dass Kaiser Zeno den Basiliskos gestürzt und wieder die Macht im Osten übernommen hatte, da bewog er den Senat dazu, eine Gesandtschaft an Zeno zu schicken und festzustellen, dass es keinen Grund mehr für eine geteilte Herrschaft gebe und dass ein einziger, gemeinsamer Kaiser für beide Reichshälften genüge. Die Gesandten sagten, sie hätten Odoaker, einen militärisch und politisch erfahrenen Mann, erwählt, ihre Interessen zu beschützen, weshalb Zeno ihm den Titel patricius verleihen und mit der Regierung über Italien betrauen solle. Diese Vorschläge brachten die Vertreter des römischen Senates vor, als sie in Konstantinopel eintrafen. Zur selben Zeit kamen auch Gesandte des Nepos zu Zeno, um ihn zum Vollbrachten zu beglückwünschen und um wirksame Unterstützung für Nepos zu bitten, der ja ähnliches Unglück erlitten habe; er möge ihm mit Geld und einer Armee und jedweder Form von Beistand dabei helfen, ebenfalls seinen Thron zurück zu erlangen. Nepos hatte diesen Männern aufgetragen, dies vorzubringen.

Jenen, die vom römischen Senat kamen, gab Zeno die folgende Antwort: Zweimal hätten sie in letzter Zeit Kaiser aus dem Osten gesandt bekommen, den einen hätten sie verjagt, den anderen, Anthemius, sogar getötet. Nun, sagte er, wüssten sie selbst, was sie zu tun hätten; da der andere Kaiser immer noch am Leben sei, sollten sie nicht weiter überlegen, sondern ihn bei seiner Rückkehr willkommen heißen. Den Vertretern des Barbaren erklärte er, es wäre besser, wenn Odoaker sich von Kaiser Nepos zum patricius erheben lassen würde, auch wenn er selbst dies tun würde, sollte ihm Nepos nicht zuvorkommen. Zeno fügte hinzu, er beglückwünsche Odoaker dazu, es unternommen zu haben, für Italien eine Regierung zu erhalten, die den Römern angemessen sei, und sei daher zuversichtlich, dass Odoaker, wenn er rechtmäßig handeln wolle, den Kaiser wieder aufnehmen werde, der ihn geehrt habe. Er schickte Odoaker ein offizielles Schreiben, in dem er ihm seine Wünsche mitteilte und ihn als patricius anredete.“

## Ausgaben und Übersetzungen
- Eintrag in Clavis Historicorum Antiquitatis Posterioris (CHAP).
- Roger C. Blockley: The Fragmentary Classicising Historians of the Later Roman Empire. Bd. 1, Liverpool 1981, S. 71ff. (Einleitung); Bd. 2, Liverpool 1983, S. 402–455 (Text mit englischer Übersetzung).